# Bill Bowler (Biathlet)
Bill Bowler (* 14. August 1986) ist ein ehemaliger US-amerikanischer Biathlet und Skilangläufer.
Bill Bowler nahm von 2005 bis 2018 an internationalen Rennen, etwa des Nor-Am Cups, der US Super Tour, bei FIS-Rennen und an nationalen Meisterschaften im Skilanglauf teil. Nennenswerte Platzierungen unter den besten 15 erreichte Bowler ab 2007, Ergebnisse unter den besten Zehn seit 2008. Seinen Durchbruch im Biathlon hatte er in der Saison 2008/09, als er in Jericho in einem Massenstart Dritter in einem Rennen des Biathlon-NorAm-Cup wurde. In Presque Isle gewann er sein erstes Sprintrennen, zwei weitere zweite Plätze folgten bis zum Saisonende. Hinter Jesse Downs belegte er den zweiten Platz in der Gesamtwertung. 2009 gewann er den Titel im Sprint bei den US-Meisterschaften.
Auch die Saison 2009/10 verlief recht erfolgreich. Bowler wurde in der Gesamtwertung des Biathlon-NorAm-Cup 2009/10 Sechster, in zwei Rennen erreichte er Podestplätze. Bei den Nordamerikanischen Meisterschaften im Biathlon 2010 in Fort Kent gewann er im Sprint die Bronzemedaille und verpasste in der Verfolgung eine weitere Medaille als Viertplatzierter knapp. Zugleich waren es die US-Meisterschaften, bei denen er Dritter im Sprint und der Verfolgung wurde.